# هاسه یپسون
هاسه یپسون (سوئدی: Hasse Jeppson؛ ۱۰ مهٔ ۱۹۲۵ – ۲۲ فوریهٔ ۲۰۱۳) یک بازیکن فوتبال اهل سوئد بود.

## باشگاهی
از باشگاه‌هایی که در آن بازی کرده‌است می‌توان به باشگاه ورزشی دیورگاردن (فوتبال)، ناپولی، آتالانتا، چارلتون اتلتیک، و تورینو اشاره کرد.

## تیم ملی
وی همچنین در تیم ملی فوتبال سوئد بازی کرده است.